# Henry: Portrait of a Serial Killer 2
Henry: Portrait of a Serial Killer 2 (Alternativtitel: Henry – Serienkiller Nr. 1) ist ein 1996 veröffentlichter US-amerikanischer Thriller von Chuck Parello. Es handelt sich um eine Fortsetzung zu Henry: Portrait of a Serial Killer (1986) von John McNaughton. Wie sein Vorgänger basiert der Film lose auf der Biografie des US-amerikanischen Serienmörders Henry Lee Lucas. Die Titelrolle übernahm Neil Giuntoli.

## Handlung
Zehn Jahre nach den Ereignissen des ersten Films setzt Henry seine Mordserie fort. Der obdachlose Mörder nimmt Gelegenheitsjobs an, um über die Runden zu kommen. Dabei lernt er bei einem Aushilfsjob bei einem Leihservice für mobile Toilettenkabinen das Pärchen Kai und Cricket kennen. Diese bieten ihm eine Unterkunft an. In ihrer Wohnung lebt außerdem die emotional labile Lehrerin Louisa, die Nichte von Cricket. Nach einigen durchzechten Nächten führt Kai ihn in die Welt der Brandstiftung ein. Kai verdient sich als Feuerteufel für seinen Boss Rooter, der in Versicherungsbetrug macht, etwas Geld hinzu. Henry hilft ihm gerne dabei.
Bei einem der üblichen Jobs kommen ihnen zwei Obdachlose in die Quere. Henry und Kai geben sich als Polizisten aus. Henry nutzt die Gelegenheit und führt Kai schließlich in sein Hobby, das Morden, ein. Kai, den jedoch Skrupel plagen, macht mit. Dies führt zu Spannungen in der Beziehung zwischen ihm und Cricket. Als sich schließlich noch Louisa in Henry verliebt, gerät die Beziehung zwischen den vier Personen endgültig ins Wanken. Bei einer Party setzt Router Henry unter Drogen. Als er ein paar Stunden später erwacht, rächt er sich an Rooter, indem er ihn tötet. Zusammen mit Kai und Cricket, die nun erkennt, wie ihr Partner sein Geld eigentlich verdient, entsorgen sie die Leiche.
Nach dieser folgenschweren Nacht kommen alle drei betrunken nach Hause. Dort treffen sie auf Louisa, die mit Selbstmord droht und sich eine Waffe an den Kopf hält. Bevor sie etwas tun können, tötet sie sich vor ihnen. Henry, rasend vor Wut, erschießt Cricket und verwundet Kai. Den noch lebenden Kai überschüttet er mit Benzin und verbrennt ihn, wie er es von ihm gelernt hat. 
Er stiehlt das Auto der beiden und verschwindet in der Nacht.

## Synchronisation
| Rolle         | Schauspieler  | Synchronsprecher  |
| ------------- | ------------- | ----------------- |
| Henry         | Neil Giuntoli | Claus Brockmeyer  |
| Cricket       | Kate Walsh    | Christina Hoeltel |
| Kai           | Rich Komenich | Peter Musäus      |
| Rooter        | Daniel Allar  | Michael Habeck    |
| Familienvater | Don Rimgale   | Michael Eder      |

## Hintergrund
Nach der Veröffentlichung des Films Henry: Portrait of a Serial Killer dauerte es drei Jahre, bis er sich langsam, unter anderem durch den Zuspruch von Kritikerlegende Roger Ebert, zu einem Kultfilm entwickelte. MPI, die damalige Produktionsfirma, wollte von dieser Entwicklung profitieren und beauftragte Chuck Parello mit dem Drehbuch. Parello gehörte in den 1990ern zum Umfeld des damaligen Regisseurs John McNaughton. Wie McNaughton verwebte er Henry Lee Lucas tatsächliche Biografie mit anderen realen Taten. Das Drehbuch kam bei MPI so gut an, dass man ihm gleich auch die Regie anbot.
Michael Rooker, Hauptdarsteller des ersten Teils, lehnte die Rolle ab und stand daher nicht zur Verfügung. So suchte man einen neuen Schauspieler, der nach den Vorgaben Parellos aber Rooker nicht zu ähnlich sein sollte. Man fand schließlich Neil Giuntoli, der den ersten Teil bislang noch nicht gesehen hatte und so unvorbelastet arbeiten konnte.
Ein Großteil der Produktionszeit wurde auf die Spezialeffekte bei den Brandszenen verwendet. Bis auf wenige Stock-Footage-Aufnahmen waren alle Szenen von erfahrenen Pyrotechnikern umgesetzt worden. Dabei wurde auf die Sicherheit der Hauptdarsteller viel Wert gelegt.
Bei den Filmfestspielen von Cannes wurde der Film beworben, was einem Filmproduzenten auffiel, der kein gutes Haar an dem Sequel ließ. Daraufhin meldete sich McNaughton zu Wort und verteidigte den Film, da er ihn als würdige Fortsetzung ansah.

## Veröffentlichung
Seine Premiere hatte der Film im Oktober 1996 auf dem Chicago International Film Festival. Für den Videomarkt wurde der Film auf ein R-Rating heruntergeschnitten, so dass zahlreiche Morde nicht so explizit waren und zum Teil andere Dialoge verwendet wurden.
In Deutschland wurde der Film am 9. Dezember 1997 als Direct-to-Video-Film vom Verleih VPS in ihren Verleih aufgenommen. Der Film basierte auf der R-Rated-Fassung. Eine ungeschnittene Fassung mit expliziten Szenen wie einem blutigen Kehlenschnitt mit Enthauptung wurde erst 2009 über das Label epix veröffentlicht.

## Rezeption
Anita Gates äußerte sich in The New York Times positiv über den Film. Es handele sich zwar nur um einen passablen psychologischen Slasher, doch die Darstellung von Giuntoli sei faszinierend anzusehen. Es sei ihm sowohl möglich, Henrys verletzliche als auch seine amoraralische Seite überzeugend rüberzubringen.
Nicht begeistert zeigte sich das Lexikon des internationalen Films vom Film: 

„Während die soziale Einbettung der Protagonisten ins Umfeld des "poor white trash" am Rande der amerikanischen Gesellschaft durchaus stimmig erscheint, verabsäumt der Film, im Gegensatz zu seinem Vorgänger, in dem Einsamkeit und Angst vor Nähe die abscheulichen Taten motivierte, eine psychologische Charakterisierung. So bleibt der Mörder ein verachtenswertes, seelenloses Monster; das Porträt wird auf eine banale Tötungsorgie reduziert.“